# Return To Olympus
Return To Olympus es el único álbum de estudio de la banda grunge Malfunkshun
se lanzó después de que la banda fue disuelta y después de que el vocalista Andrew Wood falleciera por una sobredosis de heroína en el año 1990. Stone Gossard, de Pearl Jam había recopilado las canciones había lanzado el álbum bajo su sello Loosegrave Records.

## Listado de temas
Todas las canciones fueron compuestas por Andrew Wood a menos que se indique.
1. "Enter Landrew" – 2:50
2. "My Only Fan" – 4:22
3. "Mr. Liberty (With Morals)" – 3:24
4. "Jezebel Woman" – 4:31
5. "Shotgun Wedding" – 4:16
6. "Wang Dang Sweet Poontang" (Ted Nugent cover) – 3:19
7. "Until the Ocean" – 2:54
8. "I Wanna Be Yo Daddy" – 4:55
9. "Winter Bites" – 7:38
10. "Make Sweet Love" – 4:15
11. "Region" – 0:50
12. "Luxury Bed (The Rocketship Chair)" – 4:57
13. "Exit Landrew" - 1:50
14. "With Yo' Heart Not Yo' Hands (Live)" (Bonus Track) – 6:35

La canción "Region" está oculta entre "Make Sweet Love" y "Luxury Bed (The Rocketship Chair)".
- Datos: Q3428295